# Liste von Bunkern in Mannheim
Die Liste von Bunkern in Mannheim führt verschiedene Arten von Bunkern in Mannheim in Baden-Württemberg auf und erhebt keinen Anspruch auf Vollständigkeit.

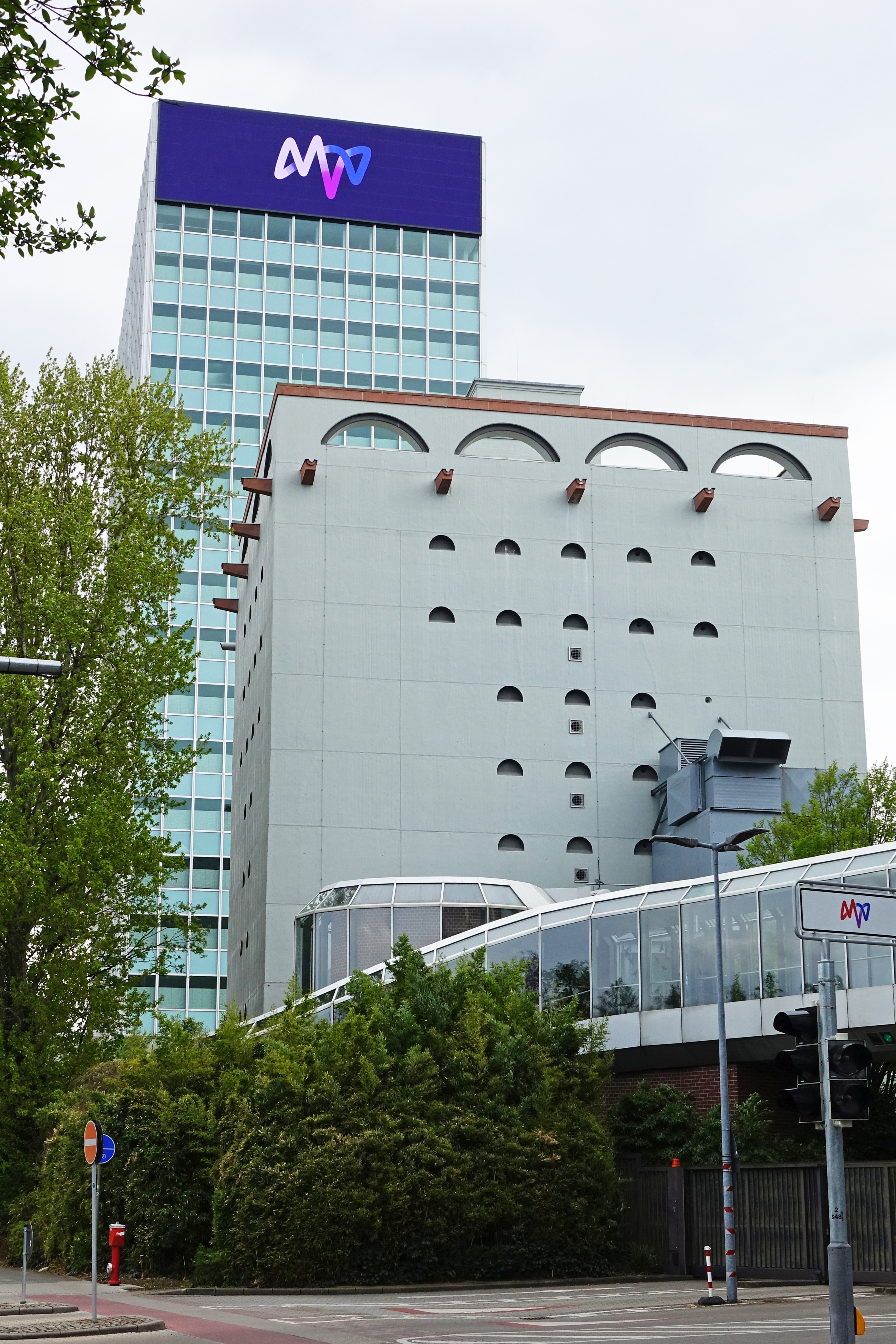
Hochbunker Neckarvorlandstraße neben dem MVV-Hochhaus

## Einführung und Überblick
Bis zum Beginn des Zweiten Weltkriegs gab es nur wenige öffentliche Luftschutzräume in Deutschland. Die Nationalsozialisten entwarfen ein gemeinsames Bunkerkonzept für Ludwigshafen und Mannheim, das einen Ring um beide Städte bildete. Mannheim zählte – neben Stuttgart als einzige Stadt in Baden-Württemberg – aufgrund seiner kriegswichtigen Industrie zu den Städten 1. Ordnung. Am 17. Oktober 1940 erhielt der damalige Leiter des Hochbauamts der Stadt Mannheim Josef Zizler von Reichsminister Fritz Todt im Rahmen des „Führer-Sofortprogramms“ erste Anweisungen zum Bau von Bunkeranlagen. Zwischen 1940 und 1945 entstanden unter dem nationalsozialistischen Oberbürgermeister Carl Renninger in Mannheim 56 Luftschutzbunker an 41 Standorten, die im Alarmfall Platz für bis zu 130.000 Personen boten. Davon sind 20 Hochbunker, 32 Tiefbunker und vier sogenannte Sitzbunker (Durchgangs- oder Splitterbunker). Die drei größten und architektonisch hervorstechendsten Hochbunker wurden 1992, 1997 und 2003 als Kulturdenkmale benannt und zeugen von der Vergangenheit.
Während des Zweiten Weltkrieges fanden 151 Luftangriffe auf Mannheim statt, der Schwerste war in der Nacht vom 5. auf den 6. September 1943. Nach dem Krieg – der für Mannheim am 29. März 1945 mit der kampflosen Übergabe endete – waren in der Stadt 83 % der 86.682 Wohnungen zerstört, wodurch für die Anfang März 1945 in den Ruinen noch verbliebenen 133.000 Einwohner Mannheims große Wohnungsnot herrschte. Viele Bunker wurden deswegen zu Wohnzwecken genutzt und dienten bis in die 1960er Jahre als Wohnraum für sozial schwächer gestellte Bevölkerungsschichten.

## Liste (Auswahl)
Diese Liste von Bunkern in Mannheim enthält – ohne Anspruch auf Vollständigkeit – sowohl Bunker als auch separate Schutzbauten aus dem Zweiten Weltkrieg. Die Hochbunker wurden als sogenannte Kastellbunker, Turmbunker, Langhausbunker und Blockbunker ausgeführt. In Mannheim gibt es außerdem Bunker aus der Zeit des Kalten Krieges.

### Hochbunker

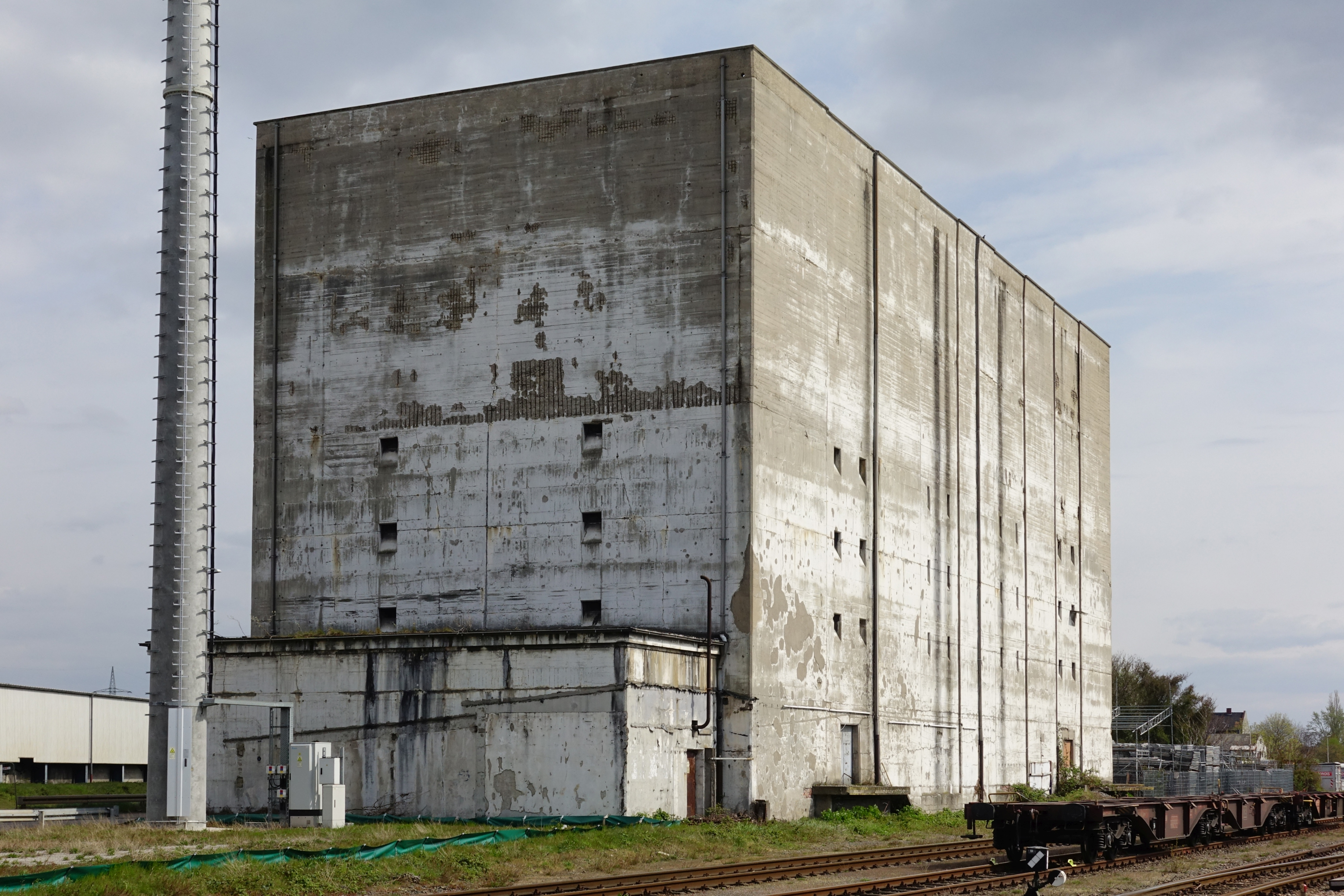
Luftschutzbunker Mannheim in der Güterhallenstraße

- Hochbunker Augustaanlage 31–33; heute LBBW (⊙)[7]
- Blockbunker Birnbaumstraße 36 in Sandhofen (⊙). Geplant vom Architekten Christian Schrade. Im Luftschutzbunker ist das Zeitgeschichtliche Museum Mannheim (ZGMA) untergebracht.[8][9]
- Blockbunker Böcklinstraße 49 in Neuostheim (⊙). Der Bunker wurde 1973 als erster der Mannheimer Bunker als atomarer, biologischer und chemischer Schutzraum aufgerüstet und ist neben dem Bunker in der Birnbaumstraße und in E 6 einer der kleinsten Luftschutzbunker Mannheims.
- Blockbunker Durlacher Str 97–101 in Rheinau (⊙).[10]
- Bunker Bahnhof Neckarau (⊙)[11]
- Bunker Bahnhof Käfertal (⊙)[12]
- Bunker Hauptstraße 159a in Feudenheim (⊙). Der einzige privat bewohnte Bunker in Mannheim. Auf dem Dach des Bunkers wurde 2005 ein Penthouse-Wohnung errichtet.[13][14]

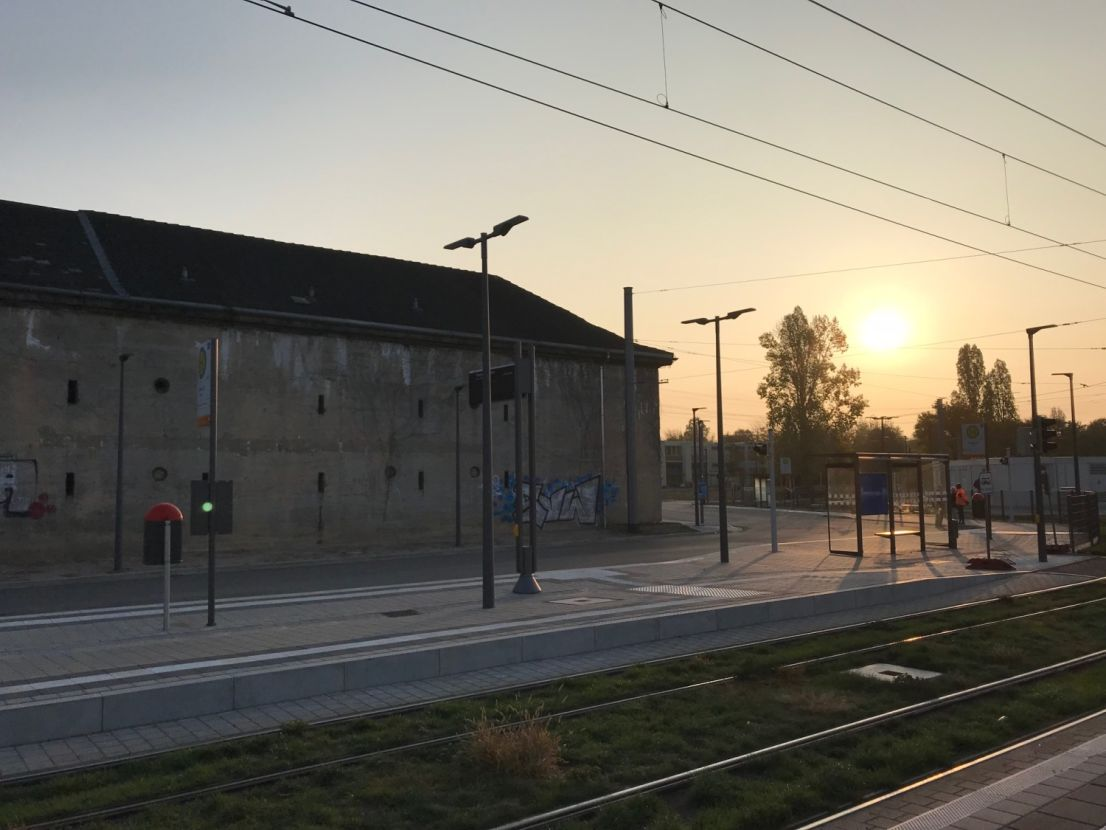
Reichsbahnbunker Relaisstraße in Rheinau

- Reichsbahnbunker Relaisstraße in Rheinau Hochbunker Relaisstraße 202–204 in Rheinau (⊙).[11] Das Landesdenkmalamt stufte den 1. Mannheimer Reichsbahnbunker 2017 als Kulturdenkmal ein.
- Hochbunker Güterhallenstraße 27–31 an der Neckarspitze (⊙)[15]
- Hochbunker Neckarvorlandstraße am Luisenring im Jungbusch (⊙) in unmittelbarer Nähe des MVV-Hochhauses.[16][17] Seit 2018 ist das neue Rechenzentrum der Stadt Mannheim im Bunker untergebracht.
- Hochbunker Speckweg 176–186 auf dem Waldhof (⊙)
- Kastellbunker Bäckerweg (Leistadter Straße 8 und Wachenheimer Straße 27) in Käfertal (⊙)[18][19]
- Kastellbunker Meerfeldstraße 56–58 auf dem Lindenhof (⊙)

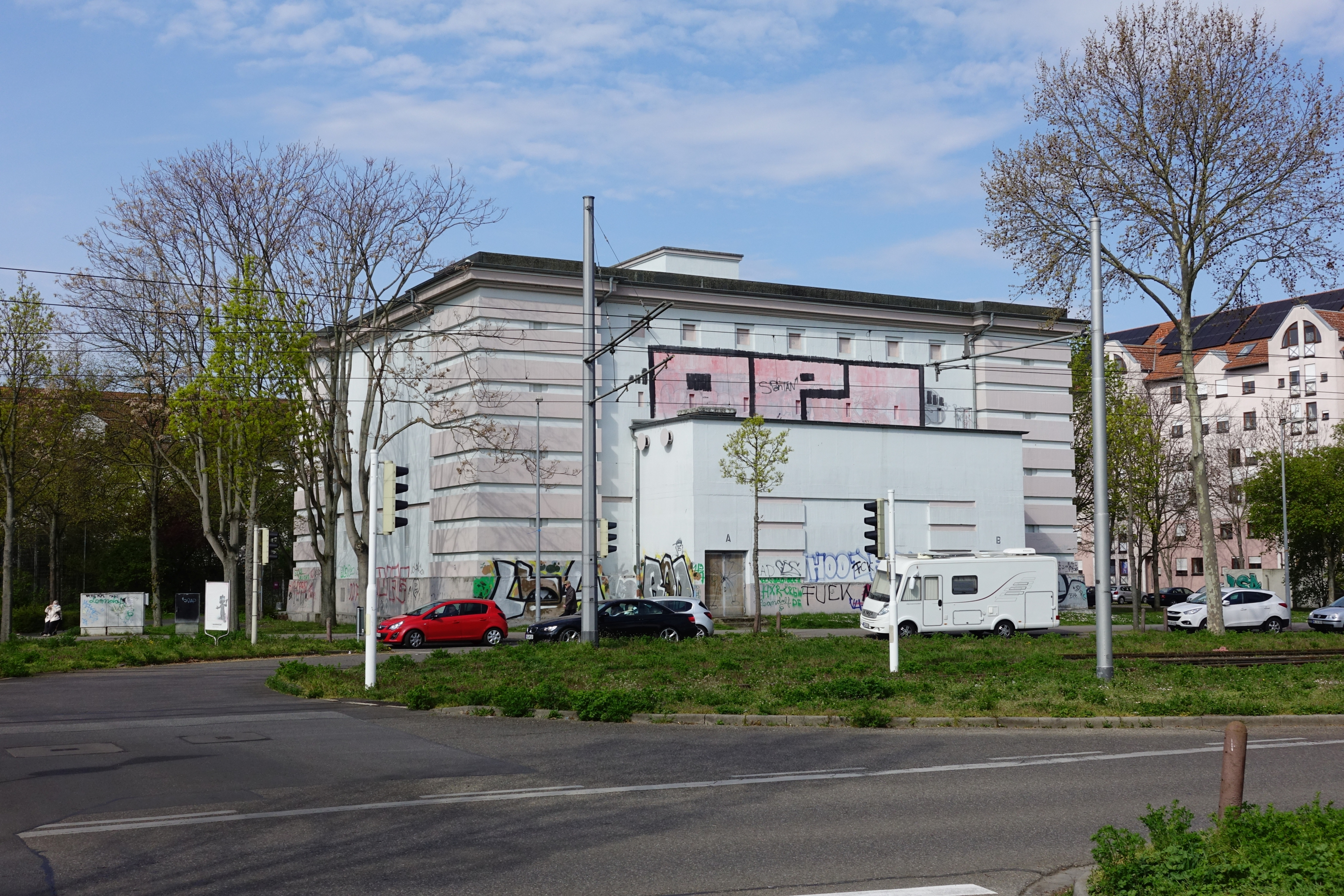
Kastellbunker Steubenstraße im Niederfeld

- Kastellbunker Steubenstraße im Niederfeld Kastellbunker Steubenstraße 82–84 (gegenüber Sennteichplatz, früher: Skagerakplatz) im Niederfeld (⊙)[20]
- Kastellbunker Wachtstraße 32–39 auf dem Waldhof (⊙)[21]
- Langhausbunker August-Bebel-Straße (Nord) auf dem Almenhof am 48er Platz (⊙)
- Langhausbunker August-Bebel-Straße (Süd) auf dem Almenhof am 48er Platz (⊙)
- Langhausbunker Danziger Baumgang 74 auf der Schönau (⊙)

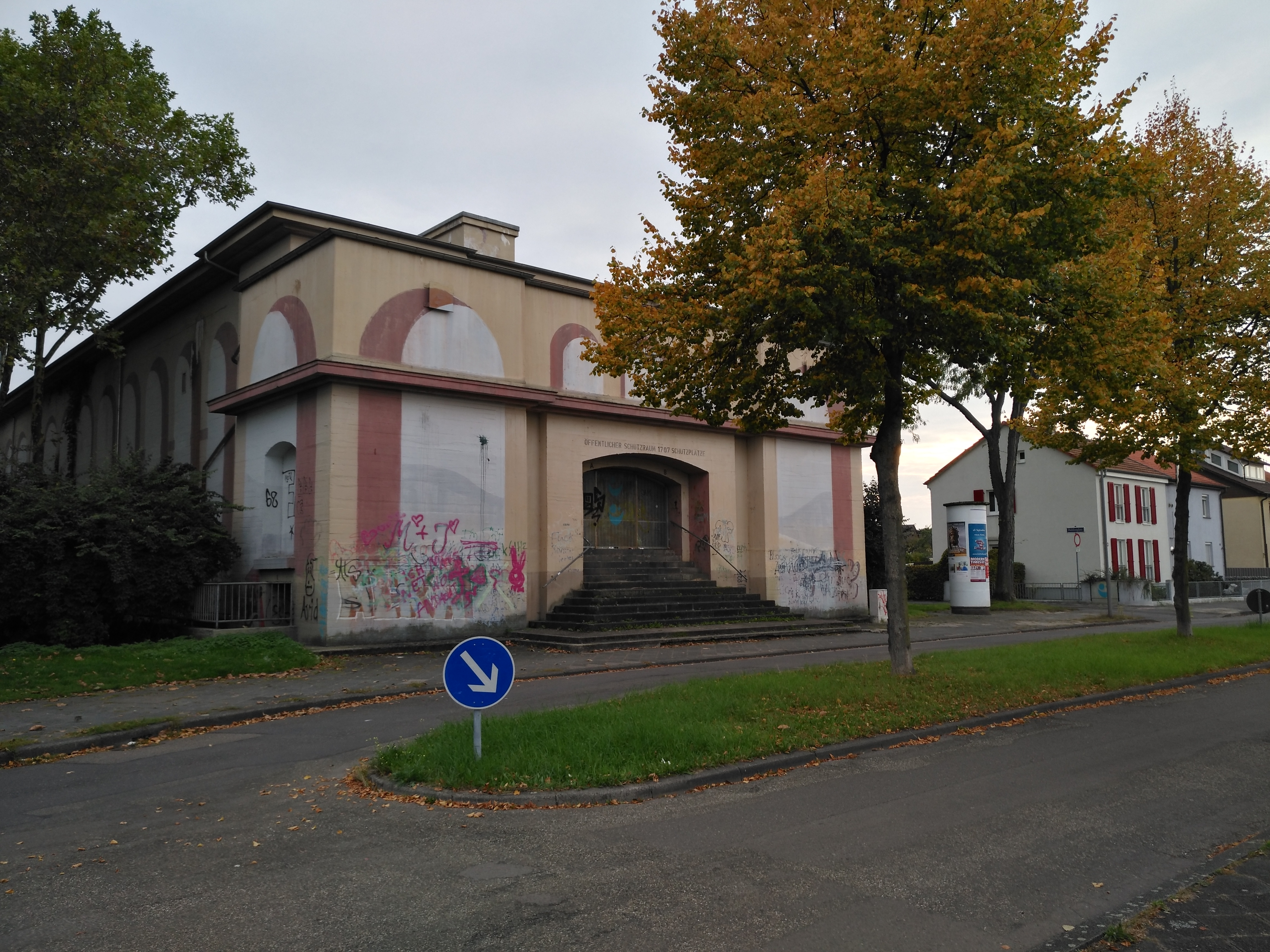
Bunker Langer Schlag in der Gartenstadt

- Bunker Langer Schlag in der Gartenstadt Langhausbunker Langer Schlag 79 in der Gartenstadt (⊙)
- Langhausbunker Malvenweg 24b in der Gartenstadt (⊙)

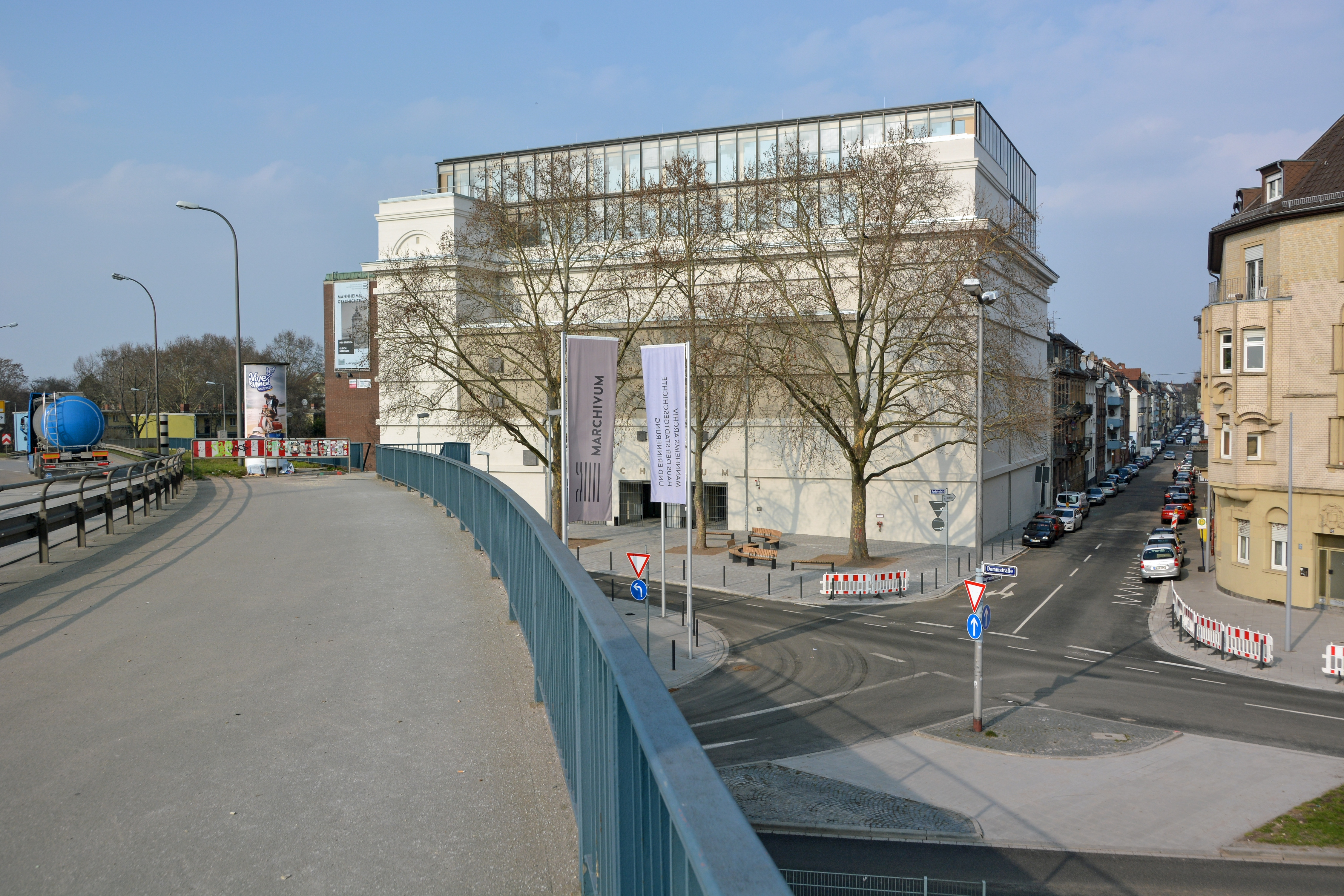
Ochsenpferchbunker – Marchivum

- Ochsenpferchbunker – Marchivum Ochsenpferchbunker (⊙). Im größten Hochbunker der Stadt Mannheim ist seit 2018 das Stadtarchiv Marchivum untergebracht. Lage am nördlichen Neckarufer, an der Abfahrt der Jungbuschbrücke in den Stadtbezirk Neckarstadt-West.

### Tiefbunker

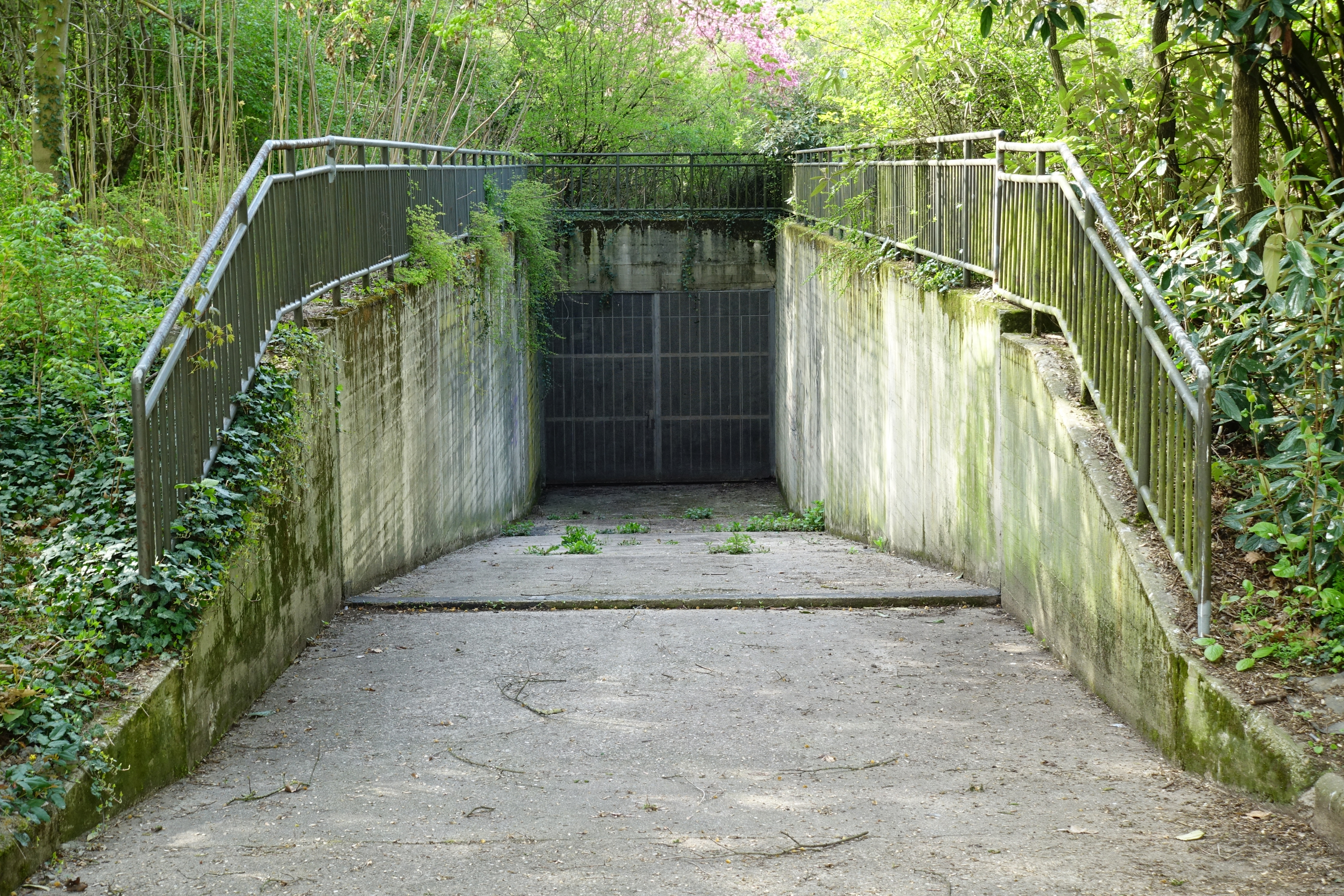
Pfalzplatzbunker Eingang Nord-Ost

- Paradeplatzbunker, Tiefbunker unter dem Paradeplatz, Quadrat O 1. (⊙)[22] Nach dem Krieg war im Bunker von 1948 bis Ende der 1950er-Jahre ein Hotel und Restaurant untergebracht.
- Pfalzplatzbunker (⊙). Der größte Tiefbunker in Mannheim bot bei maximaler Auslastung bis zu 16.000 Menschen Schutz und befindet sich auf dem Lindenhof.[23][24]
- Tiefbunker Alter Meßplatz in der Neckarstadt (⊙)[25]
- Tiefbunker A 5, 6 am Friedrichspark (⊙)[26]
- Tiefbunker B 4 (Gebäude der Rheinischen Kreditbank) (⊙)[27]
- Tiefbunker auf dem Gelände der ehemaligen Turley Barracks (⊙)[28]
- Tiefbunker im Ehrenhof des Schlosses. (⊙)[29] Von 1946 bis 1950 war im Bunker ein Hotel untergebracht. 1955 wurde der Schlossbunker für ein Jahr zum Studentenwohnheim umfunktioniert. Im Jahre 1996 wurde der Bunker als illegale Diskothek genutzt.[30]
- Tiefbunker D 5. Tiefgarage in D 5 (⊙)[31]
- Tiefbunker E 6 in den Quadraten (⊙)[32][33]
- Tiefbunker Friedrich-Ebert-Str.4; Wohlgelegenschule (⊙)[7]
- Tiefbunker Goetheplatz beim Nationaltheater in der Oststadt (⊙)[34] Bis 1954 diente der Bunker als Wohnheim für Studenten der Wirtschaftshochschule. Danach wird er zum Depot des auf dem Platz errichteten Nationaltheaters.
- Tiefbunker Hermann-Heimerich-Ufer in der Neckarstadt-Ost (⊙)[35]
- Tiefbunker Hochuferstraße 54–56 auf dem Gelände der dortigen Polizeidienststelle (⊙)
- Tiefbunker Justus-Liebig-Schule an der Schafweide in der Neckarstadt-Ost (⊙)[36]
- Tiefbunker K 5 der Johannes Kepler-Schule (⊙)[31]
- Tiefbunker Kuckucksplatz (ehem.) bei der Martin-Schleyer-Straße und Drosselstraße[37]
- Tiefbunker Karl-Ludwig-Straße in der Oststadt (⊙)[38]
- Tiefbunker Lechleiterplatz[7]
- Tiefbunker Max-Joseph-Straße in Neckarstadt-Ost (⊙)[39]
- Tiefbunker Neumarkt an der Neckarschule in der Neckarstadt-West (⊙)[40]
- Tiefbunker Viktoriastraße 35[7]

### Ehemalige Tiefbunker
- Tiefbunker Hauptbahnhof (im Jahre 1985 mit dem Bau der Tiefgarage abgebrochen) (⊙)
- Tiefbunker Kunsthalle (seit 2014 nicht mehr bestehend) (⊙).[41] Ein Video berichtet von den Abrissarbeiten.
- Tiefbunker Q 6 in den Quadraten (seit 2013 mit dem Bau des Stadt Quartiers Q 6/Q 7 nicht mehr bestehend) (⊙)[42]

### Firmenbunker
- Bunker Parkring 39 (⊙). Der Bunker der einst Großherzoglichen Rheinbau-Inspektion war ausschließlich den Mitarbeitern und Bewohnern des Hauses 39 vorbehalten.[27]
- Carl-Benz-Bunker in der Hanns-Martin-Schleyer-Straße (EvoBus, Firma Daimler) auf dem Waldhof (⊙)[43]
- Immelmann-Bunker (⊙) wurde nach dem Krieg teilgesprengt und später komplett beseitigt. Der Luftschutzturm in der sog. Dietel-Bauweise diente vornehmlich der aktiven Luftabwehr und war in Waldhof an der Sandhofer Straße am Altrhein gelegen. Lage auf dem damaligen Gelände der Zellstoff AG an der Grenze zur Firma Boehringer & Söhne, auf dem heutigen Roche-Gelände.[44][45]
- Werksbunker der Rheinau Stahlwerke AG. Das Stahlwerk existiert nicht mehr. Lage im Bereich des heutigen Lever-Geländes zwischen Rheinau und dem Rhein (⊙).

### Autobahnbunker
Im östlichen Widerlager der Theodor-Heuss-Brücke (A 6) bei Mannheim-Sandhofen befindet sich im Inneren ein Bunker, der für rund 120 Soldaten gedacht war. Er verblieb jedoch im Rohbau. (⊙)

### Bunkerapotheke
1943 entstand die Mannheimer Bunkerapotheke (⊙) aufgrund eines offiziellen Auftrages. Lage gegenüber der Löwen-Apotheke unter dem zerbombten Areal E 3,1. Die Apotheke stellte die erste revisionsfähige Bunkerapotheke des Reiches dar.

### Operationsbunker
Im Jahr 1944 wurde im Städtischen Klinikum am Theodor-Kutzer-Ufer ein spezieller Operationsbunker (⊙) errichtet, welcher es ermöglichte die Notoperationen auch während der Fliegerangriffe durchzuführen.

### Splitterschutzzellen

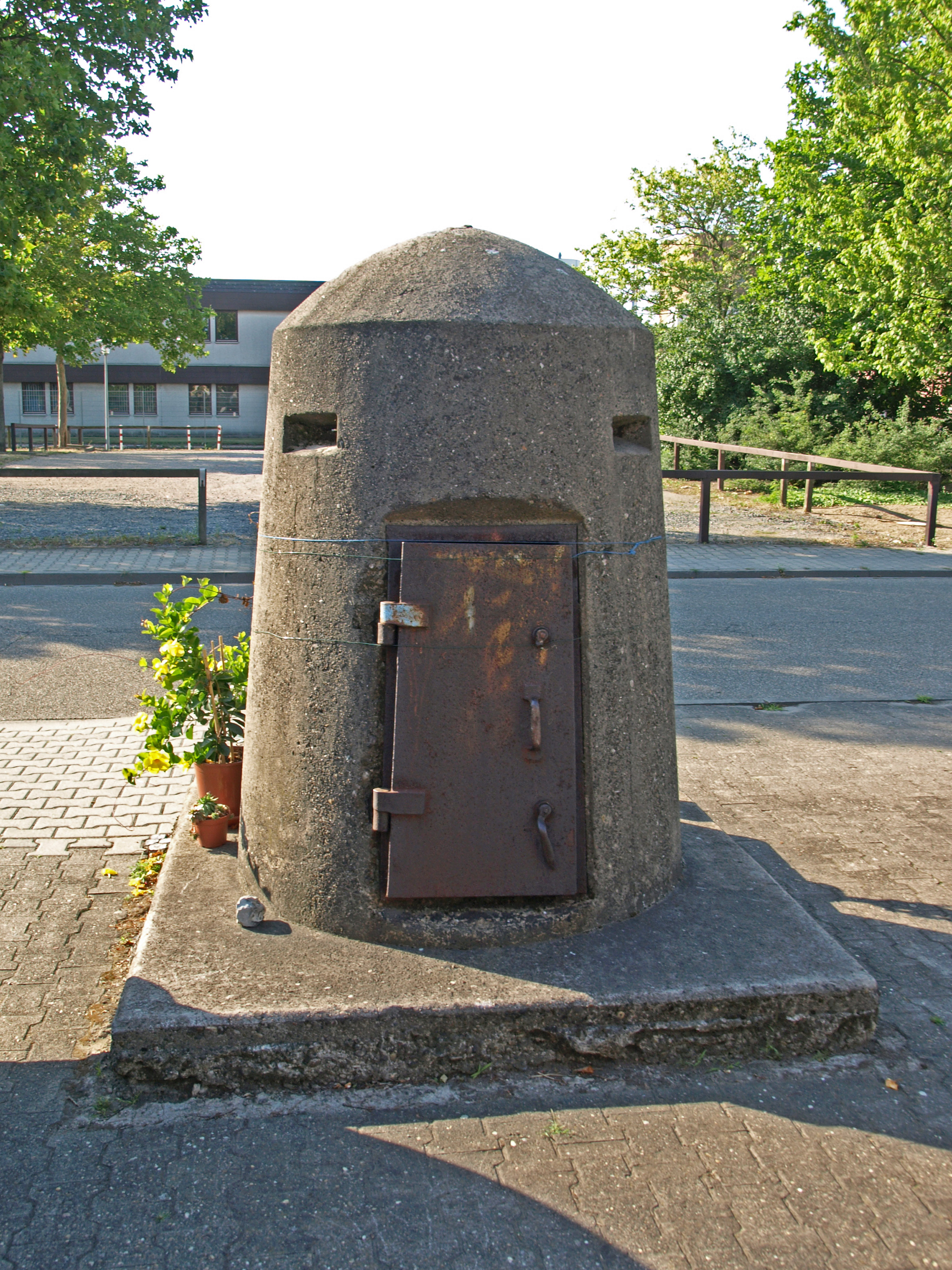
Splitterschutzzelle Zellstoffstraße

- Splitterschutzzelle, auch Einmannbunker genannt (⊙). Lage in der Zellstoffstraße 23 in Sandhofen.[50]
- Splitterschutzzelle, vor dem „ZGMA“-Museum in der Birnbaumstrasse 29/31, dieser stammt vom ehemaligen Deutschen Fliegerhorst der Luftwaffe aus dem 2. Weltkrieg, heute Coleman Barracks ( Bsk.& Airfield Mannheim) Seit April 2022 sind die Coleman Barracks nach den Tower Barracks in Dülmen eines der zwei wichtigsten Drehkreuze für Material und militärisches Gerät der US Army.
- Splitterschutzzelle am Parkplatz des Technoseums (⊙) in der Museumsstraße. Wurde bei Ausschachtungsarbeiten auf dem ehemaligen Maimarktgelände gefunden und nachträglich in der Nähe aufgestellt. Der ursprüngliche Standort, möglicherweise im dortigen Bahnbereich, ist unbekannt.[51]
- Splitterschutzzelle Maulbeerinsel in Feudenheim (⊙).[52]

### Atomschutzbunker
Einer der ersten in Deutschland gebauten Atomschutzbunker (⊙) befindet sich in N 1. Geplant im Jahr 1962, gebaut etwa von 1965 bis 1968.

### Militärische Bunker
Im Stadtgebiet von Mannheim waren zeitweilig mehr als 20.000 amerikanische Soldaten stationiert. Im Käfertaler Wald, aber auch in der Viernheimer Heide haben die Amerikaner nach ihrem Abzug 2013 eine Vielzahl von Bunkern zurückgelassen. Beispielhaft ein zerstörter Bunker nahe zur Landesgrenze nach Hessen (⊙).

## Film
- Ein altes Filmdokument zeigt Menschen beim Betreten und Verlassen des Eingangs zu den unterirdischen Räumen eines Bunkers in der Stadt Mannheim.[58]
- In einem anderen Film berichten Überlebende des Zweiten Weltkriegs von ihren Erinnerungen an den Ochsenpferchbunker in der Neckarstadt-West.[59]
- Luxus-Penthouse im Bunker, SWR, Sendung vom 8. Januar 2023 über den Hochbunker in Feudenheim im Besitz von Jutta Greinert und Klaus Greinert.

## Ausstellung
Anfang Dezember 2022 eröffnete im Marchivum unter dem Titel - Was hat das mit mir zu tun ? - eine multimediale Ausstellung zum Thema Nationalsozialismus in Mannheim. Die Ausstellung befasst sich auch mit dem Mannheimer Bunkerbauprogramm während des Zweiten Weltkrieges.

## Zivilschutzbindung
Mit dem russischen Überfall auf die Ukraine im Februar 2022 rückten Schutzräume wieder in den Fokus. Das Bundesinnenministerium hatte im Oktober 2022 für Bunker eine Zivilschutzbindung verfügt. Bunker sind demnach einem öffentlichen Zweck gewidmet und müssen im Bedarfsfall als Schutzraum zur Verfügung stehen. Formal gilt das für 600 Anlagen mit 490.000 Schutzräumen, davon liegen 19 in Mannheim. Die geplante Bebauung des Pfalzplatzes mit seinem Bunker gerät 2022 wegen des damit einhergehenden Veränderungsverbots ins Stocken.